# Full Live Circle
Full Live Circle '88 is een live-muziekalbum van Pierre Moerlen's Gong. Het is opgenomen op een Compact cassette tijdens een concert van de band in Bremen. Het verdween in de laden en kwam pas in 1999 uit toen er een kleine revival was van de muziek van Gong en de afgeleiden daarvan. Het geluid van de cassette is danig opgepoetst, want aan de compact disc is niet te horen dat het van een "oud" medium afkomstig is.

## Musici
- Pierre Moerlen - drums, percussie;
- Hansford Rowe - basgitaar;
- Åke Ziedén - gitaren;
- Benoit Moerlen - vibrafoon,
- Stefan Traub – vibrafoon.

## Composities
1. Second wind
2. Deep end
3. Exotic
4. Leave it open
5. Drum alone
6. Soli
7. Breakthrough
8. Xtasea

Alle composities van Moerlen, behalve Soli is gecomponeerd door Rowe.